# Clamato

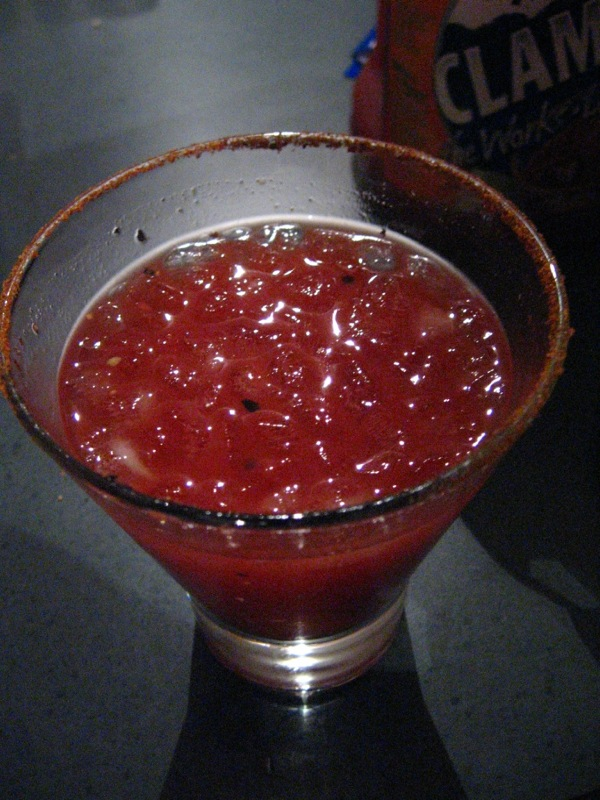
Cocktail Caesar à base de Clamato

Le Clamato, ou jus de Clamato, est un jus de fruits à base de jus de tomate, de bouillon de palourde et d'épices, commercialisé par la société Mott's (en),. S'il est principalement produit aux États-Unis et commercialisé aux États-Unis, Mexique et Canada, c'est dans ce dernier qu'il est très populaire, totalisant un tiers de la consommation totale de Clamato en Amérique du Nord. Il sert de base à la réalisation du cocktail César.

## Historique
Le Clamato a été lancé sur le marché nord-américain par la société Mott's (en) à la fin des années 1960,.

## Variantes
Il existe plusieurs déclinaisons inspirées du Clamato. Le Beefamato est une boisson similaire au Clamato, dans laquelle le bouillon de palourde est remplacé par un bouillon de bœuf, et à laquelle est ajouté un soupçon de sauce Worcestershire.